# مارك كوهن
مارك كوهن (27 مارس 1961 في جمهورية أيرلندا - )  (بالإنجليزية: Mark Cohen)‏ هو لاعب كريكت أيرلندي. شارك مع منتخب أيرلندا للكريكت.